# Deseo (álbum de Paulina Rubio)
Deseo es el undécimo álbum de estudio de la cantante mexicana Paulina Rubio. Fue lanzado el 14 de septiembre de 2018 por Universal Spain, marcando su última producción con el sello discográfico Universal Music Group y el primero a siete años de editar Brava! (2011). Colaboró con una multitud de productores y músicos para el disco, entre ellos Mauricio Rengifo, Andrés Torres, los Julca Brothers, Antonio "Toy Selectah" Hernández, Joey Montana, Morat, Nacho, Juan Magán, Xabier San Martin y Alexis & Fido. Deseo es un álbum pop latino con una fuerte vibra del género urbano, aunque mantiene el característico estilo pop rock de la cantante en algunas canciones.
Paulina Rubio empezó a trabajar en un disco inédito a finales de 2014, pero por varias situaciones desconocidas Universal retrasó sus proyectos al grado de publicar sencillos independientes a lo largo de los siguientes dos años. Además, se involucró en su faceta como jueza en diferentes shows de televisión incluyendo la versión mexicana de La Voz, La Voz Kids, la versión estadounidense de The X Factor y La Apuesta.
Inicialmente se lanzaron dos sencillos del álbum: «Desire (Me Tienes Loquita)», una colaboración con Nacho, estrenada el 28 de mayo de 2018, y «Suave y Sutil», lanzada cuatro meses más tarde. El 15 de abril de 2019 se lanzó una edición especial de Deseo que incluía cuatro canciones inéditas, incluyendo el sencillo «Ya No Me Engañas», estrenado solo unos días antes del lanzamiento de la reedición. El disco también contiene los sencillos independientes  —lanzados entre 2015 y 2016— «Mi Nuevo Vicio», «Si Te Vas» y «Me Quema».
Tras su lanzamiento, Deseo recibió críticas mixtas por parte de los críticos de música, quienes elogiaron la «energía» de la cantante y su capacidad de adaptarse a los nuevos géneros musicales, pero sintieron que el flujo de las canciones en el disco no tenía ningún sentido ya que la mitad de los temas ya habían sido publicados, por lo que sostuvieron que se trataba más de una «compilación» poco sorprendente. Comercialmente, Deseo tuvo poco impacto en las listas musicales, alcanzando la posición número trece de la lista de Billboard Latin Pop Albums. Pese a ello, obtuvo una certificación de disco de oro en Chile, y se embarcó en una gira de conciertos en los Estados Unidos.

## Antecedentes
Desde el verano de 2012 —en plena promoción de su décimo álbum de estudio Brava! y la reedición titulada Bravísima!— Paulina Rubio se desenvolvió como jueza en las series televisivas de concurso musicales La Voz...México, La Voz Kids de Estados Unidos y se incorporó al panel de la tercera y última temporada de la versión estadounidense de The X Factor, sustituyendo a Britney Spears. A finales de 2013 Universal lanzó el primer álbum recopilatorio de la cantante titulado Pau Factor, que contiene algunas de sus canciones más exitosas de sus seis álbumes de estudio bajo el sello discográfico. Durante esa época no dejó de trabajar en nueva música, teniendo a sus fans expectantes de que lanzaría un sencillo inédito a principios del 2014.
El día de San Valentín de 2014, Paulina Rubio anunció el que habría sido su nuevo sencillo «Cuanto Te Quiero», que contenía una interpolación de «La bamba». La cantante publicó en sus redes sociales un teaser de la canción y un video donde se le veía divertida con sus músicos y productores. Su hermano, Enrique Rubio, confesó a El Universal: «[Ella] está planeando lo que será su nuevo disco, que saldrá este año y eso la tiene muy ocupada». Tras una serie de publicaciones en sus redes sociales donde anunciaba su regreso a la música, los medios comenzaron a dar a conocer la noticia de manera oficial. Sin embargo, el lanzamiento de la canción fue postergado por Universal Latino y finalmente se canceló por razones desconocidas.
El 27 de enero de 2015 se lanzó «Mi nuevo vicio», con la participación del grupo colombiano Morat. Presumiblemente, este sería el primer sencillo del undécimo álbum de estudio de la cantante. La canción fue un éxito en España, no obstante, Paulina Rubio no reveló detalles certeros del lanzamiento de su nuevo álbum, limitándose únicamente a seguir trabajando «más como productora, empresaria y, sobre todo, como mentora [de nuevos artistas]». También explicó que su vida familiar y sus hijos eran su mayor prioridad en ese momento de su carrera. Al año siguiente lanzó «Si Te Vas», que había estrenado en la primera entrega de los Latin American Music Awards y «Me quema», estrenado en los Premios Telehit. En diciembre de 2016, confirmó que su nuevo álbum contaría con colaboraciones «desde DJ Snake y Selena Gomez», y que tendría «algo de todos los géneros, desde la banda hasta el pop», pero «bailable». Nuevamente, las supuestas colaboraciones y proyectos no se confirmaron y Universal volvió a retrasar el lanzamiento de su disco.

## Lista de canciones
| Deseo |                                                     |                                                                                             |                                                                                             |          |  |
| N.º   | Título                                              | Escritor(es)                                                                                | Productor(es)                                                                               | Duración |  |
| 1.    | «Desire (Me tienes loquita)» (con Nacho)            | Paulina Rubio Mauricio Rengifo Andrés Torres Miguel Mendoza Donatti                         | Mauricio Rengifo Andrés Torres                                                              | 3:10     |  |
| 2.    | «Suave y sutil»                                     | Xabier San Martín                                                                           | Rengifo Torres                                                                              | 3:30     |  |
| 3.    | «Me quema»                                          | Juan Pablo Isaza, Juan Pablo Villamil, Simón Vargas                                         | Rengifo Torres                                                                              | 3:18     |  |
| 4.    | «Late mi corazón» (con Juan Magán)                  | Juan Magán Darlyn Alberto Cuevas Segura Wender Wagner Kramer Luggi Giussepe Olivares Gordon | Juan Magán Darlyn Alberto Cuevas Segura Wender Wagner Kramer Luggi Giussepe Olivares Gordon | 2:56     |  |
| 5.    | «Mi nuevo vicio» (con Morat)                        | Isaza, Villamil, Vargas Alejandro Posada Rengifo                                            | Carlos Paucar Rengifo                                                                       | 4:00     |  |
| 6.    | «Hoy eres ayer»                                     | David Julca Jonathan Julca Yoel Enríquez                                                    | Julca Borthers                                                                              | 3:27     |  |
| 7.    | «Cuánto te quiero»                                  | Rubio Julca Brothers Ritchie Valens Joey Montana                                            | Julca Brothers                                                                              | 3:36     |  |
| 8.    | «Entre la luna y el sol»                            | Dani Macaco Tomás "Tirtha" Rundquist                                                        | Toy Selectah                                                                                | 3:16     |  |
| 9.    | «Bajo la luna»                                      | Rubio Julca Brothers Javier García                                                          | Julca Brothers                                                                              | 3:52     |  |
| 10.   | «Si te vas»                                         | Rubio Julca Brothers García Juan Fernando Fonseca                                           | Julca Brothers                                                                              | 3:33     |  |
| 11.   | «Si te vas [Versión Reggaeton]» (con Alexis & Fido) | Rubio Julca Brothers García Fonseca Alexis Ortiz, Fido Martínez                             | Julca Brothers                                                                              | 4:21     |  |
| 38:49 |                                                     |                                                                                             |                                                                                             |          |  |

| Deseo — Edición Especial |                         |                                                                     |                                               |          |  |
| N.º                      | Título                  | Escritor(es)                                                        | Productor(es)                                 | Duración |  |
| 12.                      | «Ya no me engañas»      | San Martín                                                          | Rengifo Torres                                | 3:15     |  |
| 13.                      | «Te quise y te quiero»  | Rengifo Isaza, Villamil                                             | Rengifo Torres                                | 3:45     |  |
| 14.                      | «Adentro»               | Rubio Yasmil Marrufo Servando Primera Mario Cáceres                 | Yasmil Marrufo Servando Primera Mario Cáceres | 3:30     |  |
| 15.                      | «Dame más (Afterparty)» | Rubio Primera Enrique Larreal Cáceres Marrufo Juan José Covarrubias | Enrique Larreal Juan José Covarrubias         | 3:45     |  |
| 52:48                    |                         |                                                                     |                                               |          |  |